# Lilium philadelphicum
Espèce
Classification phylogénétique
Lilium philadelphicum est une espèce de lys originaire d'Amérique du Nord. C'est l'emblème floral choisi en 1941 par la province de la Saskatchewan, au Canada (il figure d'ailleurs sur le drapeau de la province).

## Variétés
- Lilium philadelphicum L. var. andinum, Le lys des prairies ou lys rouge orangé ou lys rouge de l'Ouest